# Oe (digramme)
 (juillet 2025).
Si vous disposez d'ouvrages ou d'articles de référence ou si vous connaissez des sites web de qualité traitant du thème abordé ici, merci de compléter l'article en donnant les références utiles à sa vérifiabilité et en les liant à la section « Notes et références ».
Cette page contient des caractères spéciaux ou non latins. S’ils s’affichent mal (▯, ?, etc.), consultez la page d’aide Unicode.
Pour les articles homonymes, voir OE.
Oe (minuscule oe) est un digramme de l'alphabet latin composé d'un O et d'un E. 
Il ne doit pas être confondu avec la ligature « œ ».  

## Linguistique
- En français, le digramme « oe » peut être utilisé à la place de « œ ». Il représente donc les phonèmes [e], [ɛ] et [ø].
- En afrikaans et en néerlandais, il correspond au son [u].
- En piémontais, il correspond au son [wɛ].

## Représentation informatique
À la différence d'autres digrammes, il n'existe aucun encodage du Oe sous la forme d'un seul signe. Il est toujours réalisé en accolant les deux lettres O et E.